# Lichia
Lichia is een monotypisch geslacht van straalvinnige vissen uit de familie van de horsmakrelen (Carangidae). Het geslacht is voor het eerst wetenschappelijk beschreven in 1816 door Cuvier.

## Soort
- Lichia amia (Linnaeus, 1758)